# Йоргос Зонголопулос
Йоргос Зонголопулос (на гръцки: Γιώργος Ζογγολόπουλος) е известен гръцки скулптор от XX век.

## Биография
Роден е на 1 март 1903 година в Атина, Гърция. Учи скулптура в Атинското училище за изящни изкуства (1924 – 1930) при известния гръцки скулптор Томас Томопулос. Освен скулптура, той се занимава също и със живопис и архитектура.
В периода 1926 – 1927 г. работи в отдела по реставриране на антични и византийски паметници към Министерството на просветата. От 1930 до 1938 г. работи в архитектурния отдел на същото министерство. През този период Зонголопулос проектира и построява редица училища и църкви. От 1933 г. преподава чертане в техническата школа „Сивитанидио“. През тези години се запознава и жени (1936) за художничката Елени Пасхалиду, бивша ученичка на известния художник Константин Партенис. Скулпторът взима участие в създаването на „Алеята на героите“ на Марсово поле в Атина, където през 1937 г. е поставен мраморен бюст на героя от Гръцката война за независимост, адмирал Андреас Миаулис, изработен от Зонголопулос. През 1937 г. заминава за Париж, където се запознава с работите на Шарл Деспио, който оказва силно влияние върху творчеството му.
Преживява трудните години на окупацията на Гърция в Атина.
В периода 1949 – 1950 г. получава стипендия от френското правителство и работи в ателието на френския скулптор Марсел Жимон (1894 – 1961) в Париж. От 1952 до 1954 г. получава стипендия от гръцкото правителство и заминава с жена си за Италия, където изучава техниката на изливане на бронз (Fonderia Nicci, Рим и Fonderia Domeniccini, Пистоя). Във Флоренция и Падуа изучава скулптури от епохата на Ренесанса, както и изкуството на етруските. От 1953 г. е член на Европейското общество за култура (на френски: Société Européenne de Culture), а от 1960 до 1988 – член на съвета на Венецианското биенале.
Десетките творби на скулптора са изложени в много колекции в Гърция и чужбина, както и под открито в градовете на страната и по света.
През 1954 г., заедно с архитекта Патроклос Карандинос, Зонголопулос започва работа над паметника Танц Залонго (виж Залонго). Паметникът е завършен през 1960 г.
През 1966 г., пред един от входовете на Международното солунско изложение е поставена висока 17 метра творба на Зонголопулос, за която се е смятало, че трябва да символизира следвоенното развитие на Гърция. Зонголопулос потвърждава, че творбата му е абстрактна реплика на фигурата на Нике от Самотраки, но жителите на македонската столица и дават името „милион“, заради високата ѝ цена (1 000 000 драхми). Поставянето на скулптурата първоначално предизвиква множество негативни реакции, тъй като е толкова различно в сравнение с произведенията на изкуството в градска среда по онова време в Гърция. Скулптурата намира и много защитници, между които Патроклос Карантинос, Манолис Андроникос, Димитрис Фатурос и други. Тогавашната преса е разделена относно новата придобивка на града. Скулптурата се намира на същото място до днес и се смята за една от първите абстрактни творби с такъв размер, издигнати в публичното пространство в Гърция.
Зонголопулос представя Гърция на Венецианското биенале през 1940, 1956, 1964, 1991, 1993, 1995 и 1997 година, на биеналето в Кайро (1946) и това в Сан Пауло (1957). Взима участие във всички Панелински изложби, с изключение на периода на диктатурата 1967 – 1974 г.
През 1995 г., на стогодишния юбилей на Венецианското биенале, Зонголопулос представя своите „Чадъри“, които предизвикват възторжени отзиви и станали впоследствие една от любимите му теми. По-късно (през 1997 г.) „Чадъри“ е поставена на крайбрежния булевард на Солун. Темата многократно е повторена по станциите на атинското метро.
Малко преди смъртта си, през февруари 2004 г. той създава фонд „Георгиос Зонголопулос“. Скулпторът умира на 11 май същата година.
След смъртта му абстрактната му творба „Посейдон“, за която дълго време не може да се намери подходящо място в Атина, е поставена пред едно от зданията на Университета „Джордж Вашингтон“.